# Александра Лазаревич
Александра Лазаревич (серб. Aleksandra Lazarević / Александра Лазаревић; нар. 29 листопада 1995, Сербія) — сербська футболістка, захисниця російського клубу «Рязань-ВДВ» та національної збірної Сербії.

## Життєпис
На початку кар'єри виступала на батьківщині за «Машинац» (Ніш). Потім грала за чорногорську «Брезницю», з якої в сезоні 2017/18 років стала чемпіонкою країни. У складі чорногорського клубу брала участь в матчах жіночої Ліги чемпіонів.
На початку 2019 року перейшла до російського клубу «Рязань-ВДВ». Дебютний матч у чемпіонаті Росії зіграла 14 квітня 2019 року проти іжевського «Торпедо», замінивши на 84-ій хвилині Наталю Осипову. Свій перший м'яч у Росії забила 1 червня 2019 року в ворота «Єнісея». Всього за сезон 2019 року зіграла 20 матчів та відзначилася 4-ма голами в чемпіонаті Росії, стала фіналісткою Кубку країни.
Виступала за юнацьку і молодіжну збірну Сербії. У національній збірній зіграла перший офіційний матч 24 листопада 2013 року проти Ізраїлю, замінивши на 75-й хвилині Олену Чубра, проте потім декілька років не виступала за збірну. Знову почала викликатися в команду в 2018 році.